# Ali Kafi
Ali Kafi, właśc. Ali Hussain Kafi, arab. علي حسين كافي (ur. 7 października 1928 w M'Souna w południowo-wschodniej Algierii, zm. 16 kwietnia 2013 w Genewie) – algierski polityk, prezydent Algierii od 2 lipca 1992 do 31 stycznia 1994.

## Życiorys
Nauczyciel języka arabskiego, następnie pułkownik algierskiej armii wyzwoleńczej, która toczyła walkę z Francją w latach 1954–1962. Od połowy lat 50. członek Frontu Wyzwolenia Narodowego. W 1962 ambasador niepodległej Algierii w krajach arabskich i Włoszech. Przed objęciem prezydentury przewodniczący organizacji kombatanckiej i członek pięcioosobowej Rady Państwa.